# Concavocephalus
Concavocephalus es un género de arañas araneomorfas de la familia Linyphiidae. Se encuentra en Rusia.

## Lista de especies
Según The World Spider Catalog 12.0:
- Concavocephalus eskovi Marusik & Tanasevitch, 2003
- Concavocephalus rubens Eskov, 1989